# ニュースウオッチ9天気予報キャラクター一覧
ニュースウオッチ9天気予報キャラクター一覧（ニュースウォッチナインてんきよほうキャラクターいちらん）ではNHK総合テレビのニュース番組『ニュースウオッチ9』の気象コーナーに登場するキャラクターについて記述する。
原案者は当初番組で気象キャスターを担当していた気象予報士の平井信行、それを元にNHKアートのデザイナー・福山知江呂が放送版をデザイン。以降、季節の変化に対応しキャラクターを拡充させて行った。
平井から2011年4月に気象コーナーを引き継いだ井田寛子（井田が休みの際は加藤祐子、関口奈美が担当）、2016年3月からは斉田季実治が春ちゃん達と共に天気予報を行っている。
2009年12月29日より、村正みかどが描く4コマ漫画『春ちゃんの気象豆知識』がニュースウオッチ9のホームページ上で開始された。2010年4月からは、NHKのサイトの「NHKニュース『気象災害情報』」のページにも登場（2011年4月終了）。2011年1月1日からは『春ちゃんの気象まんが』にタイトルが変更になり、4コマ漫画の描き手も貴月未来に変更。2011年4月4日には『ニュースウオッチ9』のリニューアルに合わせて春ちゃんのコーナー同様にリニューアルされた。それに伴いマンガの描き手もテレビ版と同じ福山知江呂に再変更された。
さらに2016年で再びサイトリニューアルに合わせて「気象歳時記」も新たにリニューアルされ、それに伴い新たに描き手が白身魚（堀口悠紀子）に変更され、マンガではニュースに登場するデザインとは雰囲気の異なった新しい春ちゃん達が登場している。マンガは週一のペースで更新され、テーマは以前のものをほぼ再現する形をとっている。4コマコーナーは「気象歳時記」、お天気関連の話題は「写真館」、気象キャラクターは「キャラクター名鑑」になっている。「映像館」では番組の映像を見る事ができる。春ちゃんはツイッターにも登場。NHKニュースの公式スマートフォンアプリ「NHKニュース・防災アプリ」でも閲覧可能となっている。
2017年4月に『ニュースウオッチ9』がリニューアルしたのに伴い、同月から『NHKニュースおはよう日本』関東甲信越ローカル枠の気象情報で登場するようになった。このパートはキャラクターの原案者である平井が担当しており、平井と春ちゃんとの共演は6年ぶりとなる。同年5月27日からはNHKスタジオパークで「気象歳時記」の原画や紙芝居動画を展示する「NHKニュース・防災アプリ気象キャラクター 春ちゃん 原画展」が開催されている
上記"紙芝居動画"は、9月よりNHKのサイト「どーも、マンガです。」内の動画ギャラリー順次掲載されている。

## 由来
夕方から夜の時間帯は家族で天気予報を見る機会が多い。そこで子供と一緒に気象の変化を楽しく理解してもらうために、天気図の画面の中にキャラクターを登場させている。たとえば冬の気圧配置である西高東低を冬将軍が西から東へ移動することで表したり、気候の移り変わりをキャラクターの相撲や綱引きで表現したりするなど、視聴者に天気の変化をわかりやすく伝えている。キャラクターを用いた天気予報は『NHKニュース10』の時代から行われている。
キャラクター自体の人気もネット上を中心に高く、2010年8月に開催のコミックマーケット78では初めてキャラクターグッズが販売されるのをはじめ、グッドスマイルカンパニーがねんどろいどシリーズとして、春ちゃんの初のフィギュア化を発表、青島文化教材社もキャラもふシリーズで春ちゃんと冬将軍のぬいぐるみを制作していることを明らかにしている。

## 登場キャラクター
春ちゃん
春を擬人化したキャラクター。春ちゃんは名前の通り春の気象を象徴するキャラクターで、暖かさとすがすがしさを運んでくるギリシャ神話の春の女神（ペルセポネー）からヒントを得ている。頭に春の文字、後ろ髪に春をイメージさせる桜の花を付け、古代ローマ調の服装を身にまとう。手には花のつぼみが付いたステッキを持ち、春の暖かさを運ぶ（ただ、ステッキで花を咲かせることはできるが、花嵐で散った桜に号泣したりするところから散ってしまった花を再び咲かせたりする力はない）。設定は少しおっちょこちょいなのんびり系キャラで、気象歳時記では春ちゃんの気象豆知識に主人公として登場、気象に関する豆知識を披露する。気象予報士を目指しており、気象予報士になるのが夢。初登場は2009年2月12日で、10°C以上の春の気候で登場することが多いが気象歳時記では違い、2015年時点では駐在する形でオールシーズン季節問わず主役として登場する。春ちゃんが帰ってしまうことはない。
担当声優は当初公表されず、NHKの広報担当者もTwitter上で声優の名前を明かせないとしていたが、2011年5月23日の放送からは声優の豊崎愛生が声を担当しており、同年7月に豊崎が担当していることが公表された。数十人の中からオーディションで選ばれた。豊崎本人も友人や仕事仲間にも明かさなかったが、天気の話題が出てきた際にはつい答えてしまい、その理由を聞かれると躊躇したという。
気象歳時記では、春ちゃんは一軒家に白猫と住んでいる。固定電話もあるほかスマホも持ち歩いており、北からは冬ちゃんからスケートの誘いが、南からは秋ちゃんと秋晴れちゃんからの紅葉のお誘いが同時来てしまい、困ってしまったことがある。冬将軍や夏将軍、夏ちゃん、秋ちゃんなどがよく遊びに来る。冬将軍や夏将軍に対して「早く帰って欲しい」など冷たい態度をとっていたりするが決して嫌っているわけではなくこれは春ちゃんは寒さや暑さが苦手なだけであり、冬将軍や夏将軍のことは本当は大好き。仲間たちとスーパーに買い物に行く。プライベートではお菓子が大好きで、特にケーキが好き。いつも出かけるときもお菓子を食べるときも白ねこといっしょ。一人称は「わたし」。「教えて春ちゃん」コーナーを仕切っている（コーナーはリニューアル時に廃止）が、知識としてはまだまだ修行中で未熟。夏の間は夏ちゃん、冬の間は冬将軍がサポート役だが、いつも夏将軍や冬将軍の行動でうまくいかず混乱してしまう。「教えて春ちゃん｣コーナーのときは春ちゃんはスーツ姿で登場する。冬ちゃんにこのコーナーを占領されそうになったことがある。徒競走は4人（春ちゃん、夏ちゃん、秋ちゃん、冬ちゃん）中で夏ちゃんに次いで速い。バドミントンの腕は6人（春ちゃん、夏ちゃん、秋ちゃん、冬ちゃん、夏将軍、冬将軍）中で2番目の上手さである。
小夏ちゃん
5月の暖かい日（初夏）を擬人化したキャラクター。頭に小夏の文字を付け、髪に初夏を意識させる葉っぱが付いている。髪型はツインテールで、髪留めに小さな甘夏みかんを使っている。25°C以上の夏日に登場することが多い。初登場は2009年5月11日。
梅雨くん
梅雨を擬人化したキャラクター。読みは「ばいうくん」。西洋風の甲冑に「梅雨」の文字を付けている。初登場は2009年5月18日だが、この直後から数ヶ月間キャラクターの使用が自粛されたので、登場は一度だけである。
夏ちゃん
梅雨の中休み（梅雨の晴れ間）は彼女のおかげ。頭に夏の文字が付いている。夏将軍がつれてきたかわいい女の子。スポーツ万能で元気いっぱい。サーフィンも出来る。徒競走は4人中で最も速い。また、バドミントンの腕も6人中で一番上手い。小夏ちゃんの成長した姿ともいわれている。ペットは白しば犬（白ねこは春ちゃんのお共である）。テレビには2013年7月1日の放送で初登場。秋から冬、そして春の間は夏将軍、白犬とともに南へ行っている。
上述の原画展で展示される紙芝居動画においては悠木碧が声を担当している。
夏将軍（熱中将軍）
「夏の太平洋高気圧」を擬人化したキャラクター。冬将軍の夏版で、頭の兜に「夏」の文字を付けている。猛暑日には熱中将軍に変身し、頭の文字が「暑」に変わる（こちらは熱中症から名付けられた）。冷夏だと色が赤から青に変わる。真夏日には熱中将軍の後ろに蜃気楼のようなオーラが出たり、胸に「猛」の文字がついたりする。当初は25°Cを超えたら小夏ちゃんが、夏将軍は30°Cを超えたら登場で、気温35度を超える猛暑日は熱中将軍に変身する。基本的に呼び方は頭に付いている文字で判断するが、平井が「熱中将軍」だと言えば、たとえ頭の文字が夏であろうとも呼び方は熱中将軍になる。たまに軍配団扇を使って天気予報もしている。設定は春ちゃんのお父さん的キャラクターで、今は無き頑固親父。春ちゃんの気象豆知識にも登場する。最近は紳士的な面を見せるためか背広姿（スーツ姿）も披露した（しかしサイズが気になる）。初登場は2009年2月25日。一人称は「ワガハイ」。冬の間は夏ちゃんとともに、南へお引越し中。バドミントンの腕は6人中で3番目の上手さである。サイトのキャラクター相関図によると、冬将軍とは兄弟であることが、のちに発覚する。
秋ちゃん
秋を擬人化したキャラクター。秋ちゃんは名前の通り秋の気象を象徴するキャラクターで、袖を一振りするたびに山々の紅葉を赤く染める日本の秋の女神（竜田姫）が原型である。ギリシャの秋の女神・プティノポローン、北欧神話の女神・フレイアが原案ではない。頭に「秋」の文字を付け、後ろ髪には秋をイメージさせる紅葉を付けている。首には数珠を下げている。髪型は弥生時代風で、服装は和服の十二単が基本だが、気温の暖かい時などは洋服に着替えているときもある。20°C以下の秋の気候で登場することが多い。秋の気象と共に紅葉前線の位置も知らせる。リュックを背負って山に登ったこともある。黒い服を着ている時などはよくブックバンドをつけた本を持っている。雨の日には京和傘を持って出かける。インフルエンザが流行している時は、うがい・手洗い・マスクをして予防の徹底を視聴者に促したりもする。オリオン座流星群にした願い事は「天気予報が当たりますように!」。当初は春ちゃんと秋ちゃんは出会えないからメル友&チャット仲間という設定だった。お供は白うさぎで、折々の作業を懸命に手伝う様子も見られる。春ちゃんと対比させるなら通称は「秋の高気圧」。設定は春ちゃんのお姉さん的キャラクター、古風で世間とは少しズレている感がある。春ちゃんの気象豆知識にも登場し、作中では稲作と古代米の研究を手がけ、稲の収穫をコンバインで行ったり、軽乗用車を運転したりしている。初登場は2009年9月1日。とてもおしとやかで丁寧な性格で、一人称は「わたくし」。もしくは「わたし」。意外と怒りっぽい一面もあり、冬将軍としばしば喧嘩になることもある。2012年あたりまでは季節を問わず春ちゃんの友達.相棒としてオールシーズン登場していたが、季節限定で自粛され冬ちゃんや夏ちゃんの登場で、ますます出番が少なくなる。徒競走は4人中で3番目の速さである。バドミントンの腕は6人中で5番目の上手さである。秋の運動会のときに借り物競争で「大切な人」という紙をもらった春ちゃんは、秋ちゃんを選んだ。上述のNHKサイト内の紙芝居動画2017年10月25日掲載分より声がついており、担当声優は2017年10月31日に戸松遥が担当すると発表された。
秋晴れちゃん
秋晴れのいい天気は彼女のおかげ。頭に「晴」の文字が付いている。秋ちゃんと仲良し。紅葉を見せると興奮する。上着の袖についている模様はコスモスで、鈴は虫の音を表している。台風が接近すると、目元が腫れる位まで泣いてしまう。写真撮影が好みだが、ピントを合わす事を全く知らず、出来上がった画像が自身のアップばかりと失敗した。TVでは2013年9月17日の放送で初登場。その後、2014年9月25日にも登場し、2014年10月6日にメインキャスターの井田の前で初めて登場した（通算では3度目の登場）。壊し屋なところがあり、クイズの早押しボタンやもや君の雲を修復不能な状態にまで破壊し、お供の秋ちゃんが謝る事態になっている。
冬ちゃん
シベリアからの季節風に乗って来たお嬢様。頭に「冬」の文字が付いている。春ちゃん曰くフェルトの帽子が温かそうでカワイイ。お供は白ふくろう。ロシア料理が得意で、春ちゃんがインフルエンザで倒れた時、お見舞いに料理を作った事がある。また、春ちゃんにマスクを貸してあげたり、春ちゃんをパーティに招待したり、春ちゃんとの別れにスノードームのお土産をプレゼントしたりと、見た目とは裏腹に意外と根は暖かい。雪が見たい春ちゃんのために、「初雪」を降らせた彼女に対して冬将軍は手を振りながら「本当は良い子じゃな」と発言している。お嬢様らしく、リッチで裕福な暮らしを楽しんでいる。けたたましい笑い声とともにブリザード（吹雪）を巻き起こすのが得意。冬将軍とはライバル同士でもあり、さまざまな持ち技などの特技などで競い合った。とくに冬将軍に負けるのが嫌いで、負けず嫌い。一人称は「わたくし」。お嬢様ゆえにやや上から目線の言動で、語尾に「〜ですわ」「〜ですの」などとつけるお嬢様口調である。春ちゃん曰く、冬ちゃんの魔法は見た目は幻想的でとても綺麗、ポーズもバレリーナのように優雅で魔法少女のようとのこと。魔法は-25°Cの寒気で、ダイヤモンドダストを発生させる。気象歳時記では2013年11月26日に登場したが、テレビでの初登場は2013年11月29日。お国にばあやがいるなど、徐々にその謎が明らかにされる。徒競走は4人中で最も遅いが、乗馬が得意である（馬を呼んでトップでゴールインした狡さ〈但し、春ちゃんの夢の中での出来事だが〉も持ち合わせている）。また、バドミントンの腕も6人中で一番下手であり、春ちゃんのスマッシュに為す術もなかった。上述のNHKサイト内の紙芝居動画では2017年11月8日掲載分より登場し、担当声優は2017年10月31日に竹達彩奈が担当すると発表された。
冬将軍
「冬のシベリア高気圧」をビジュアル化したキャラクター。厳しい寒さの冬を擬人化した言葉の冬将軍から名付けられた。木枯らしが吹く頃になると、シベリアから寒気と共に白馬に乗ってやってくる。頭の兜に「冬」の文字を付けている。寒気が強まるとつららの髭ができ、寒気が弱まると冬の文字が「休」に変わる。寒気に注意を促す時は頭にサイレンを付ける。手には青龍刀のような刀を持っており、冬の寒さを運ぶ。抜刀した際の寒気で雪だるまを凍らせたこともある。服装はランニング、防寒着、鎧、割烹着と様々である。靴の裏にも「冬」と書いてある。目から寒気のビームを出したり、口から冷気を出したりする。トランプのディーラーや節分のときはお面をかぶって鬼の役、大学センター試験の時は監督官の役もする。花見で飲んでいたのはウォッカ。馬だけでなく車やスケボーなども移動手段として使用。3人兄弟である。父親の名前は冬元帥。1812年のフランス皇帝「ナポレオン」率いるフランス軍によるロシア遠征を敗退させたのは自分だと公言している。最初に登場した主要キャラクターで、気象予報士の資格保持者でもある日本放送協会アナウンサーの森本健成が気象情報を担当していた枠（『NHKニュース10』）で2000年冬に登場した。昔の仕事はジャイアントロボで、ヒゲではなく鼻毛が伸び放題であるという設定も存在した。日本気象協会職員でキャスターの高田斉が担当していた時にも登場している。考案者は高田である。現在の設定は春ちゃんのおじいちゃん的キャラクターで、かわいいおじいちゃん的存在。春ちゃんの気象歳時記にも登場。肩にはいつも小さなお供の雪だるまを乗せている（数匹つれて回る場合も）。一人称は「ワシ」。気象歳時記のエピソードであるが春ちゃんや秋ちゃんに多少煙たがられているが、どんなに嫌がられても、春ちゃんのことが大好き。春ちゃんのことになるとただをこねたり、すねたりわがままな一面も。11月前に出てきて、秋ちゃんに「出てくるのまだはやい!」と怒られた。また、意外にも春の時期や冬のツルたちや春ちゃんと別れるときなど号泣するなど、見た目とは裏腹に意外と繊細で涙もろいところもあり、秋ちゃんからも「意外と涙もろいんですね」と言われたことがある。春ちゃんに別れの涙を見せたくない冬将軍は春になると、そっと冬ちゃんとともに故郷のシベリアへ旅立つ場面が初めて描かれた。バドミントンの腕は6人中で4番目の上手さである。巨大なお城の豪邸を持っているが、自宅ではなくこれはあくまでも日本に来たときの彼や冬ちゃんたちの別荘である。

## サブキャラクター
平井サン
平井のマスコット。スーツを着て指差し棒を持っている。春ちゃん達の創造神、頼れるお兄さん的存在。基本的には登場しない設定。春ちゃんの気象豆知識には解説で登場。
井田サン
井田のマスコット。桜色の服を着てタンポポ色の指差し棒を持っている。春ちゃんの頼れるお姉さん的存在? 春ちゃんと一緒に天気予報を解説したりもする。井田の髪型に合わせて井田サンの髪型も変わる。
加藤サン
加藤のマスコット。青色の服を着てタンポポ色の指差し棒を持っている。おでこがチャームポイント。
関口サン
関口のマスコット。ピンク色の服を着てタンポポ色の指差し棒を持っている。ぱっつんに揃えた前髪がチャームポイント。
白ねこ
春ちゃんのお供。博識で字も書ける。いたずら好き。最近は寝てばかりで多少肥満気味（ただしリニューアルデザイン変更時に変更されやや肥満ではなくなっている）。甘党でありよく春ちゃんのケーキを盗み食いする（この設定もリニューアルのデザイン変更時に変更され見た目普通の猫になっている）。ネコにしては尻尾が異様に長いので手の代わりになっており、先が太陽のような模様のデザインになっている。よくペンで春ちゃんをメッセージとしてフォローしている。
白しば犬
夏ちゃんのお供。白ねこと仲良しでいつも物々交換を行っている。
白うさぎ
秋ちゃんのお供。白ねこより更に博識。しっかりもの。常に秋ちゃんのまわりにいて、春ちゃんのご飯のお手伝いをしたりする。
白ふくろう
冬ちゃんのお供。まゆ毛が長く、目が完全に隠れている。気象豆知識で白ねこに説明を行うなど博識?
ニワトリ
夏将軍のお供。二羽のペアで夏将軍と一緒に暮らしている（?）夫婦であるらしい。
ミニ雪だるま
冬将軍のお供。いつも肩に乗っている。一匹がメインだが、数匹いるときがある。みんな冬将軍のことが大好きで冬将軍と仲良し。
梅雨寒カエル
カエルのマスコット。フキの葉っぱの下で梅雨の寒さに震えている。NHKニュース気象災害情報で登場。

暑がり君
台風
夏将軍と仲がいい。頭に風の文字が付いている。風神。台風でない、嵐の場合でもやってくる場合があり、しばしば春ちゃんや冬ちゃんまでも「迷惑ですわ!」と困らせたことがある。
雷
夏将軍、冬ちゃん、冬将軍と仲がよく、雷とともにやってくる。大雨や大雪をもたらす、雷神。大雪をもたらす「雪おこし」のときの雷も彼の仕業。そのため、もともと雷が苦手だった春ちゃんからは「くわばらくわばら」と怖がられていることに、気を痛めている。そのことで冬将軍や冬ちゃんからなだめられたことがある。
もや君
靄を擬人化。人見知り。秋ちゃんの知り合い。お父さんは霧（きり）。おとなしい性格で、いつもビクビクしている。「〜なの」が口癖。お父さんを探してくれたお礼にと、春ちゃんに朝の美しい霧氷をプレゼントしたことがある。低地をゆっくり飛ぶ雲に乗っているが、冬ちゃんには「歩きたくないですわ」と不満がられ、秋晴れちゃんには彼女の好奇心から雲をむしり取られて、飛ばなくなったりと酷い目に遭わされている。
乾燥さん
冬の乾燥した天気を擬人化した、青年〜中年風のキャラクター。頭に乾の文字を付けてターバンを巻き、汗をかきながらヘロヘロした表情を見せている。2013年2月20日の放送で初登場。その後、2015年2月23日の「気象歳時記」で漫画初登場となったが、かなり老けた姿に変わり果てていた。だが、冬ちゃんの湿潤な空気に触れると、頭の文字が「潤」に変化し、髪型も水色のサラサラとした物に変化した（その姿を見た冬ちゃんと白ふくろうは驚愕していた）。
かげろうさん
陽炎を擬人化。忍者。ござるか口調で話す。ゆら〜と来てスッと現れる。背が高くて素敵だが話す事は夏将軍の事ばかり。春ちゃん曰く「残念なイケメン」。暑さが厳しくなる初夏の頃によく登場する。

## その他重要人物
青山祐子アナウンサー
春ちゃんのママであり、先代のNW9メインキャスター。秋ちゃんに関しては何故か引き気味。

## お天気方程式
2010年3月5日の放送において発表されたキャラクターを表す方程式
- 春ちゃん方程式

暖気+晴れ=春ちゃん
- 冬将軍方程式

冷気+曇、雨、雪=冬将軍
2010年11月10日の放送において発表された天気を表す方程式
- 小春日和

晴れ+弱い風=小春日和
2011年2月14日の放送において発表された注意を促す方程式
- 凍結

雪（雪だるま）+氷点下=凍結